# Sacrifice 2011
Sacrifice 2011 è stata la settima edizione in pay-per-view prodotto dalla Total Nonstop Action Wrestling (TNA). L'evento si è svolto il 15 maggio 2011 nell'Impact Zone di Orlando Florida.

## Risultati
| # | Risultati | Stipulazioni | Durata. |
| - | --- | --- | ------- |
| 1 | Mexican America (Anarquia e Hernandez) (con Sarita e Rosita) ha sconfitto Ink Inc. (Jesse Neal e Shannon Moore) | Tag team match | 09:39   |
| 2 | Brian Kendrick ha sconfitto Robbie E (con Cookie)                                                               | Single match | 06:41   |
| 3 | Mickie James (c) ha sconfitto Madison Rayne                                                                     | Single match per il TNA Women's Knockout Championship. Se la James avesse vinto, il contratto di Tara con la Rayne sarebbe stato annullato e avrebbe combattuto liberamente nella TNA. | 06:57   |
| 4 | Kazarian (c) ha sconfitto Max Buck                                                                              | Single match per il titolo TNA X Division Championship | 11:21   |
| 5 | Crimson ha sconfitto Abyss                                                                                      | Single match | 10:43   |
| 6 | Beer Money, Inc. (James Storm e Robert Roode) (c) hanno sconfitto Immortal (Chris Harris e Matt Hardy)          | Tag team match per i titoli TNA World Tag Team Championship | 13:51   |
| 7 | Tommy Dreamer ha sconfitto A.J. Styles                                                                          | No Disqualification match | 13:04   |
| 8 | Kurt Angle e Chyna hanno sconfitto Jeff Jarrett e Karen Jarrett                                                 | Mixed tag team match | 10:19   |
| 9 | Sting (c) ha sconfitto Rob Van Dam                                                                              | Single match per il titolo TNA World Heavyweight Championship | 12:43   |
|   | (c) = campione in carica al momento dell'inizio del match                                                       | |         |